# Thomas Riggs, Jr.
Thomas W. Riggs, Jr., né le 17 octobre 1873 et mort le 16 janvier 1945, est un homme politique démocrate américain. Il est gouverneur du territoire de l'Alaska entre 1918 et 1921.

## Hommages
- Le glacier Riggs, dans le parc national de Glacier Bay (Alaska), a été nommé en son honneur.

## Sources
- (en) Cet article est partiellement ou en totalité issu de l’article de Wikipédia en anglais intitulé « Thomas Riggs, Jr. » (voir la liste des auteurs).